# 탐정

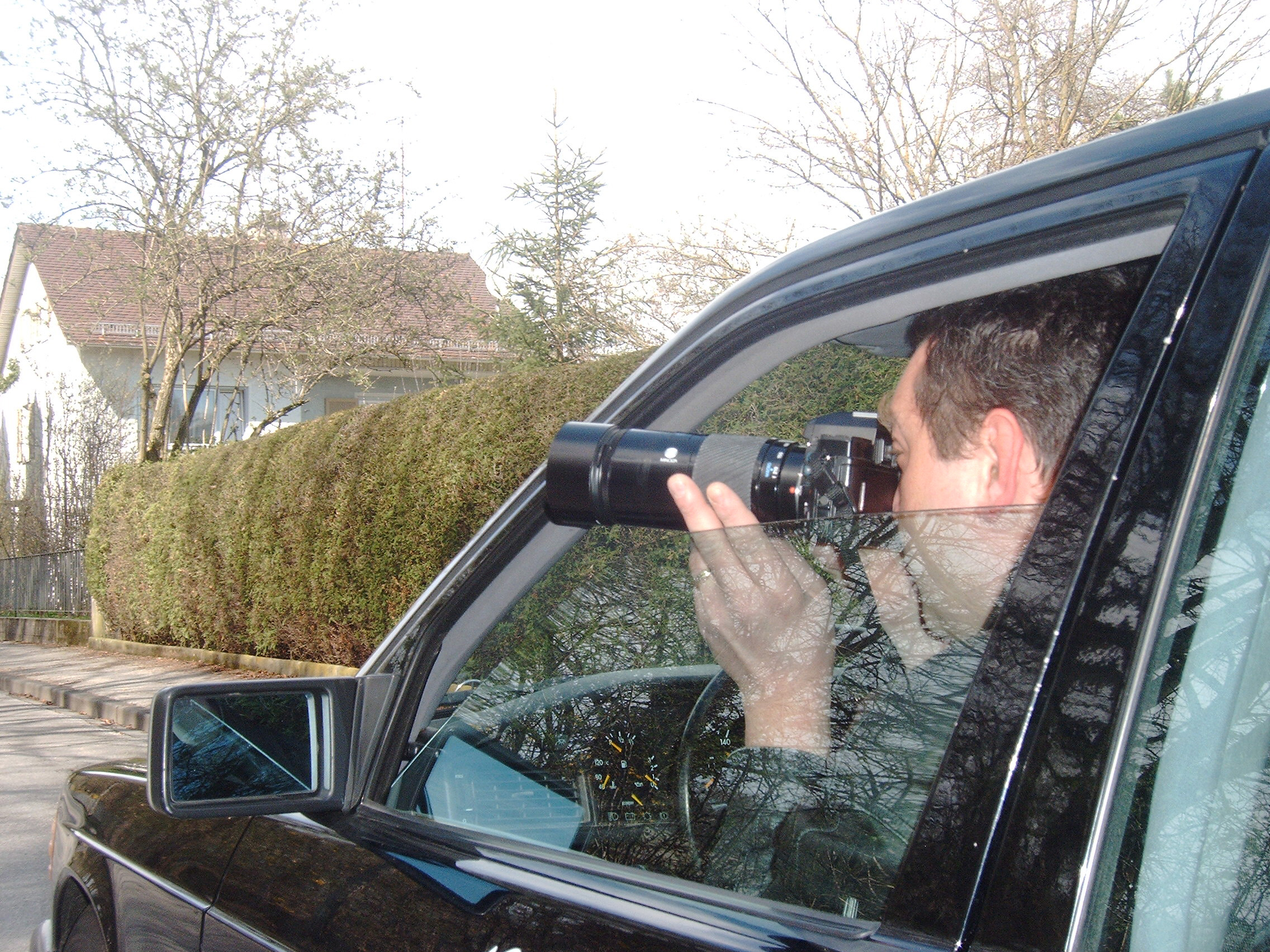

탐정(探偵)은 의뢰자의 요청에 따라 사건, 사고, 정보 등을 조사하는 민간 조사원이다. "탐정"이란 단어는 일본에서 영어 단어 "Detective", 또는 "Private Investigator"를 한자로 번안한 것이다. "Private Investigator"의 약어인 "PI"를 사용하기도 한다. 사립탐정(私立探偵)이라고도 한다. 한편, 영미권에서는 "Private Eye"라 표현하기도 한다. 영어 Detective는 국가 또는 민간의 사건 조사를 하는 자를 의미하는데, 국가 공무원인 경우에는 형사, 민간인인 경우에는 탐정으로 번역되고 있다.
정부에 검사가 있는 반면, 민간에는 변호사가 있고, 정부에 경찰이나 수사관이 있는 반면, 민간에는 탐정이 있다. 한국에는 변호사는 취득하기가 매우 힘든 국가자격증을 필요로 하지만, 탐정은 국가자격증이 없으며, 현재는 민간자격증만 존재한다.
탐정 등 민간인은 형사소송법상 법원의 영장에 의한 강제수사권이 없기 때문에, 오직 법원의 영장이 불필요한 임의수사만 할 수 있다. 보통 검찰, 경찰, 청와대, 법무부, 감사원 기타 행정기관들을 내사를 자주 하는데, 내사는 보통 법원의 영장을 받지 않는 임의수사만을 한다. 사립탐정은 이러한 내사만 할 수 있다.

## 대한민국에서의 탐정업
과거에 흥신업단속법(약칭 흥신소법)이 있었으나, 1977년 신용조사업법으로 명칭이 바뀌었고, 다시 1995년 신용정보의 이용 및 보호에 관한 법률(신용정보보호법)로 바뀌었다. 흥신업단속법에서도 상거래 자산 금융 기타 경제상의 신용에 관한 사항만 다루도록 되어 있었다. 1977년의 신용조사업법은 "흥신소"라는 이름을 아예 없애고, "신용조사소"라는 분명한 뜻의 이름으로 바꾸었다.

### 변호사
변호사가 사립탐정의 임무인 사적인 사실관계 조사를 하는 것은 가능하다.

### 회계사
회계사가 사립탐정의 임무인 사적인 사실관계 조사를 하는 것은 가능하다. 반면에, 미국의 대부분의 주에서는 회계사가 조사업무를 할 경우에는 사립탐정 면허증을 구입해야만 한다. 그러나 사문화되어, 보통은 사립탐정 면허를 구입하지 않고, 미국 회계사가 사실조사 업무를 하고 있는 실정이다.

### 패러리걸
대한민국에서는 신용정보보호법의 규제로 사립탐정은 금지되고, 변호사, 법무사에 의해 계약직, 정규직으로 고용된 패러리걸만이 탐정으로 활동할 수 있다.
그러나 '법무사가 고용한 계약직 패러리걸'은 1회적인 임시 계약도 가능하기 때문에, 즉 서류 형식상으로만 법무사에 1회적으로 고용되는 것이 가능해서, 사실상 사립탐정의 영업은 자유롭다고 볼 수 있기 때문에, 매우 강력한 영업규제는 아니다. '사립탐정 을'이라는 명함은 신용정보보호법 위반으로 형사처벌되나, '갑 법무사의 패러리걸 을'이라는 명함은 자유롭다.
경찰청의 상급기관인 행정안전부는 사립탐정을 독립 영업할 수 있게 하자고 주장하는 반면, 검찰청의 상급기관인 법무부는 패러리걸만 가능한 현행 제도의 유지를 고집하고 있다. 한국 이외의 대부분의 국가에서는 변호사, 법무사에 의해 고용된 패러리걸만이 아니라, 독립된 사립탐정 사무소 영업을 허가하고 있다.
그러나 경찰청과 검찰청의 대립은, 명함의 문구를 하나 고치는 사소한 문제이기 때문에, 실무상 중대한 차이가 있는 논란은 아니며, 현재 수많은 사립탐정이 대한민국에서 영업중이다. 신용정보보호법상 사립탐정 이름만 못 쓰게 되어 있을 뿐이다.

### 보험조사관
보험회사가 내부 직원으로 두는 보험조사관은 보험사기에 관련된 사실조사 업무를 수행한다.

### 경영 컨설턴트
경영 컨설턴트는 활동범위가 매우 광범위한 직업인데, 기업활동 관련하여, 관련정보를 조사, 수집, 분석하는 업무도 한다. 세계적인 탐정기업인 크롤(en:Kroll Inc.)은 경영 컨설팅 회사다. 경영 컨설턴트는 2015년 한국고용정보원이 향후 10년 동안 일자리 수가 크게 증가할 것으로 보이는 직업 중 하나이다.

## 미국
미국의 탐정업은 링컨 대통령의 경호원 앨런 핑커톤이 1850년 설립한 핑커톤 탐정회사가 원조라고 알려져 있다.
당시엔 말타고 다니던 시대로서, 법원에서 교수형 판결을 하면, 핑커톤의 탐정이 말을 타고 머나먼 미국 전역을 수색하여 도망친 범죄자에 대한 교수형을 집행했다. 당시에는 현상금 사냥꾼도 있었는데, 이들의 수색, 살해 능력이 아마추어라면, 핑커톤 탐정은 매우 전문적이고 능숙한 총잡이였다. 체포에 저항을 하여 교수형을 집행하지 못할 상태면 현장에서 권총, 소총으로 사살했다. 핑커톤 탐정은 오늘날 경찰 뱃지와 비슷한 뱃지를 휴대하고 다녔으며, 자신의 신분을 밝힐 때 이 뱃지를 보여주었다.

### 대기업
오늘날 미국의 탐정기업은 대규모의 자본유치로, 미국 CIA, FBI 보다 사실조사 능력이 탁월하다는 평가를 받는 곳도 존재한다. 노벨평화상을 수상한 미국 키신저 국무장관이 퇴직하고 탐정기업을 설립한 것이 유명하다. 앨빈 토플러는 권력이동에서, 매출액 경쟁체제인 민간 탐정기업들의 정보 서비스가 기존의 독점, 비경쟁체제인 국영 CIA를 대체하게 될 것이라고 전망하고 있다.

## 추리 소설 속의 탐정
외국의 경우 탐정업이 인정되고 있으므로 많은 추리 소설에 직업적인 탐정 또는 아마추어 탐정이 등장하여 경찰이 해결하지 못하여 미궁에 빠진 사건을 세밀한 관찰과 비상한 추리로 해결한다. 영미권 탐정 중에선 셜록 홈즈, 에르퀼 푸아로, 엘러리 퀸 등이 유명하며 일본의 탐정 중 유명한 탐정은 아사미 미츠히코, 아케치 코고로, 긴다이치 코스케 등이 있다.

## 탐정의 업무
협의의 의미에서 탐정은 추리 소설에 등장하는 독립적 수사관이나 광의의 의미에서 탐정은 변호사, 흥신소, 등의 직업군을 아우르는 직종에 해당한다. 민간 조사원은 기업 조사, 변호사 사무실 상근 근무, 보험 범죄 조사, 범죄 도피자 조사, 교통 사고 조사, 의료 분쟁 관련 조사 등을 수행한다. 흥신소(Mercantile agency)로 불리는 사설 조사업체 역시 일종의 탐정(Detective)이라 할 수 있다.

## 탐정과 정보
스파이들은 앞으로 곧 과거 어느 때보다 독립적인 외부청부인과 사립탐정에 의존할 수밖에 없게 될 것이다. 이 같은 "정보의 외주화"를 위한 기초는 이미 '정치적 리스크 분석'에서 '기술 정보 조사'에 이르기까지 온갖 문제를 전문적으로 취급하는 소규모 사설 흥신소의 확산에 의해 마련되고 있다. 그 중 대부분이 전직 고위관리나 정보기관 요원을 고용하고 있다. CIA 국장을 지낸 윌리엄 콜비는 CIA를 그만둔 후 워싱턴에서 독자적인 회사를 설립했다. 콜비는 "감정사업은 정보업무와 비슷한 데가 많다"고 말하고 있다.

## 저명한 탐정

### 실존인물
- 대실 해밋
- 앨런 핑커톤

### 가공의 인물
- 잭 리처
- 셜록 홈즈
- 땡땡
- 제인 마플
- 에르퀼 푸아로
- 명탐정 코난
- 소년탐정 김전일
- 제시카 존스
- 샘
- 트레이서 불릿
- 로라 홀트
- 제시카 존스
- 시몬
- 명탐정 번개
- 프랭키 드레이크
- 낸시 드루
- 스무고개 탐정

## 만화 속의 탐정
- 《명탐정 코난》
- 《소년탐정 김전일》
- 《탐정 학원 Q》

## 같이 보기
- 형사
- 보험조사관
- 탐사보도
- 용병
- 미스터리 영화